# Balow
Balow ist eine Gemeinde im Landkreis Ludwigslust-Parchim in Mecklenburg-Vorpommern (Deutschland). Sie wird verwaltet vom Amt Grabow mit Sitz in der Stadt Grabow.

## Geografie
Balow grenzt an die Gemeinden Möllenbeck, Zierzow, Prislich, Karstädt und Dambeck und liegt im nur dünn besiedelten südlichen Raum des Landkreises Ludwigslust-Parchim an der Landesgrenze zu Brandenburg. Westlich des Dorfes verläuft die Tarnitz, östlich die Löcknitz. Die Bundesautobahn 24 ist in 13 Kilometern über die Anschlussstelle Parchim zu erreichen. Der nächste Bahnhof an der Strecke Hamburg–Berlin befindet sich in Grabow.

## Geschichte
Der ursprünglich als slawisches Sackplatzdorf entstandene Ort fand 1341 seine erste urkundliche Erwähnung in einem Brief über den Kauf von Getreide. Bereits seit dem 13. Jahrhundert war Balow ein Gutsdorf. Ob vormals dort einst ein befestigter Herrensitz stand bleibt offen, in der älteren Geschichtsschreibung wird dem wohl letzten seiner Hauslinie, Ernst Franz von Ditten, zumal das Entfernen der letzten Burgreste von Balow zugeordnet. 1626 hatte die bekannte Familie von Winterfeld Anteile im Ort. 1736 zerstörte ein Brand die Dorfkirche, welche 1774 wieder aufgebaut wurde, durch F. L. von Ditten. 1779 nennt ein amtliches „Verzeichnis der dermaligen Besitzer der Ritterschaftlichen Hauptgüter im Herzogthum Mecklenburg Schwerinschen Antheils“ weiterhin den Hauptmann Friedrich Ludwig von Ditten zu Balow.
Die nächste Phase der Orts- und Gutshistorie verläuft widersprüchlich, teils nach Selbstangaben der jeweiligen Familien, aus den Gothaischen Hofkalendern, Ausgangspunkt ist die Familie von Ditten und ihre Töchter. Denn 1809 heiratete Wilhelmine von Ditten den Wilhelm von Flotow, der als Gutsherr auf Balow wirkte, Ihr Sohn der Rittmeister Albert von Flotow-Balow (1810–1863) führte ebenso das Gut, dann sein Sohn Leutnant Wilhelm Friedrich Ludwig von Flotow (1842–1871). Und ab 1810 an übte zeitweise auch die Familie des Wilhelm von Rohr, liiert mit Wilhelmine von Ditten-Werra, und ihre Nachfahren die Gutsherrschaft aus. Es bildete sich ein von Rohr`sches Haus Balow aus. Albert von Rohr und sein Sohn Wilhelm von Rohr (1842–1871) folgten.
Etwa von 1881 bis 1884 übernahm Rittmeister Arndt von Ploetz und seine Frau Luise von Winterfeld-Damerow den Gutsbesitz. Deren Söhne machten Karriere beim Militär oder wurden Jurist, die jüngste Tochter Anna wurde 1884 in Balow geboren und heiratete Willy Engels, Wohnsitz dann in London.
Das Kirchenpatronat übten immer die jeweiligen Gutsherren aus. In jüngerer Zeit war das die briefadelige Familie von Schultz, 1800 in Wien mit einem Reichsadelsbrief ausgestattet, zunächst aus einfachen Verhältnissen stammend und in Mecklenburg zu Clausdorf, Carlstein und Klein Lukow als Gutsbesitzer tätig geworden. Die mecklenburgisch-schwerinsche Adelsanerkennung erfolgte dann 1827. Peter von Schultz (1787–1869) mit seiner Frau Sophie Dorothea Lübbe übernehmen dann das Gut Jahnkow bei Glewitz, und ihr zweiter Enkel Alexander von Schultz (1851–1922) erwirbt dann das Balower Gut. Er war mit Marie von Volbrügge liiert, hatte den Dienstrang eines Majors und den Titel eines Rechtsritters im Johanniterorden. Ihm beerbte der Sohn, Reserveleutnant Albert von Schultz (1885–1931). Er begann seine Laufbahn standesgemäß auf dem bekannten Friderico-Francisceum zu Doberan, erlernte aber nicht den Beruf eines Landwirts, sondern eher ungewöhnlich für diese Zeit Elektrotechnik. Sein Besitztum umfasste nach dem 1928 letztmals amtlich publizierten Güter-Adressbuch Mecklenburg 1028 ha Gesamtfläche. Zum alten Lehngut gehörte ein großer Wirtschaftsbetrieb, es wurde intensive Schafsviehwirtschaft mit 586 Tieren in den Ställen betrieben, eine mittelgroße Schweinezucht und eine Rindviehanlage. Zum Gut gehörte ein Waldbesitz von 120 ha, und eine Schmiede. Zeitgleich gab es im Ort Balow sechs Erbguthöfe a 22 respektive 23 ha, I bis VI genannt, der Familien der Witwe Giencke, H. Baguhn, E. Prill, F. Möhring, F. Schuldt und Christian Deicken. Des Weiteren waren 16 Büdner ansässig. Nach dem Tod des Gutsbesitzer übernahm dessen Witwe Emi (Emilie) von Schultz, geborene Kleffel (1886–1973), die Geschäfte der Gutsherrin. Frau von Schultz engagierte sich im Verein für mecklenburgische Geschichte und Altertumskunde. Sie blieb in Balow wohnhaft und lebte nach der Bodenreform zuletzt in Braunschweig im AWO-Altenheim. Die Ehe war kinderlos geblieben. Nachfahren dieser gesamten Familie von Schultz sind aus der Hauslinie Clausdorf bis in die Jetztzeit.
Auch nach dem Zweiten Weltkrieg war die Gemeinde landwirtschaftlich geprägt, die Kollektivierung seit den 1950er Jahren führte zur Bildung landwirtschaftlicher Großbetriebe mit einer Nutzfläche von insgesamt 1006 ha.

## Politik

### Gemeindevertretung und Bürgermeister
Der Gemeinderat besteht (inkl. Bürgermeisterin) aus 7 Mitgliedern. Die Wahl zum Gemeinderat am 26. Mai 2019 hatte folgende Ergebnisse:
| Partei/Bewerber           | Prozent | Sitze |
| ------------------------- | ------- | ----- |
| Feuerwehr Balow           | 46,15   | 3     |
| WG Begegnungsstätte       | 33,77   | 2     |
| Einzelbewerberin Fritsche | 20,08   | 1     |

Bürgermeisterin der Gemeinde ist Kriemhild Kant, sie wurde mit 88,52 % der Stimmen gewählt.

### Dienstsiegel
Die Gemeinde verfügt über kein amtlich genehmigtes Hoheitszeichen, weder Wappen noch Flagge. Als Dienstsiegel wird das kleine Landessiegel mit dem Wappenbild des Landesteils Mecklenburg geführt. Es zeigt einen hersehenden Stierkopf mit abgerissenem Halsfell und Krone und der Umschrift „GEMEINDE BALOW“.

## Sehenswürdigkeiten

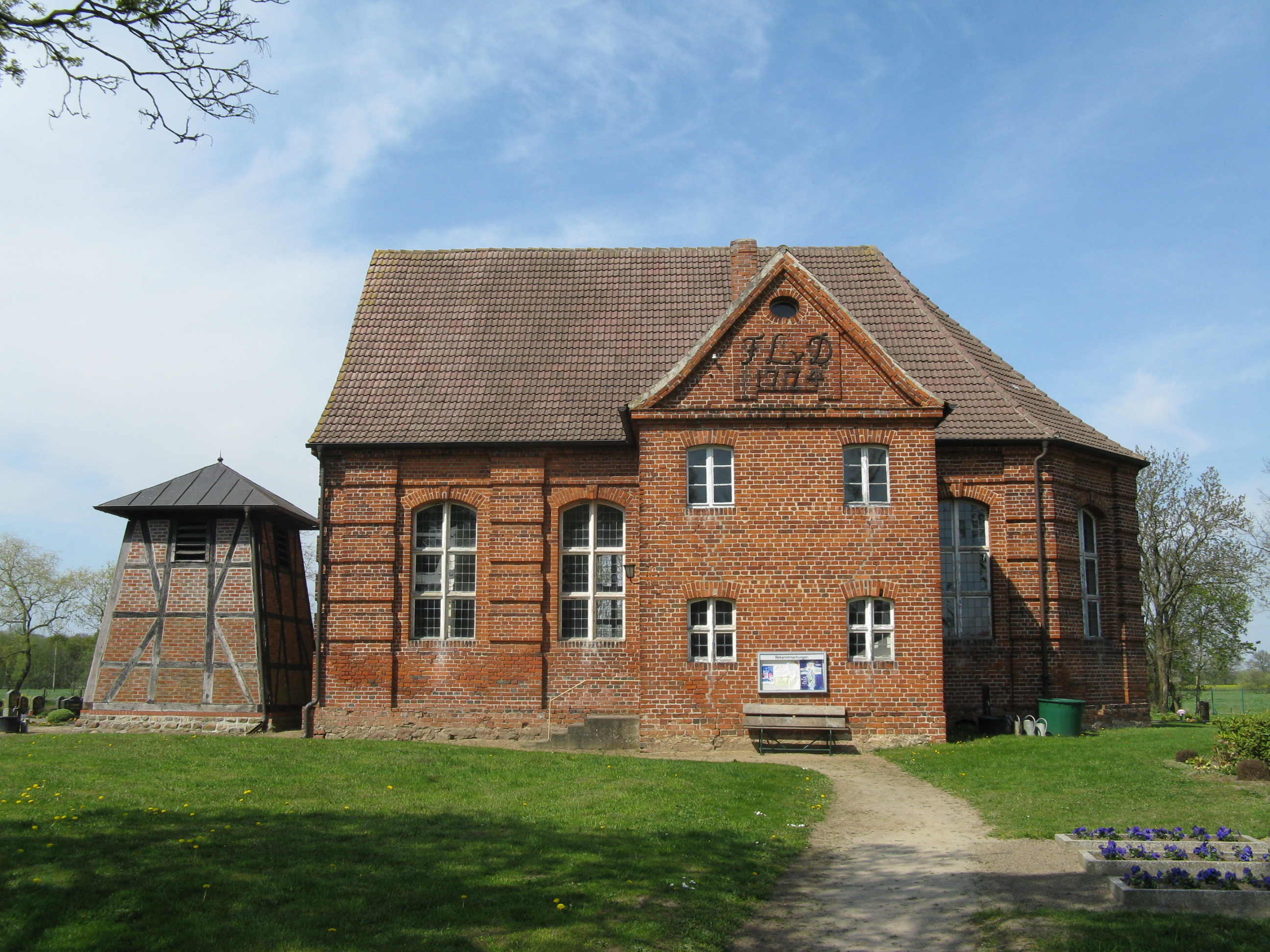
Dorfkirche

- Dorfkirche Balow aus Backstein von 1774; Langhaus mit Pilastern im Spätrenaissancestil; freistehender Fachwerk-Glockenturm, barocker Kanzelaltar.
- Gutshaus Balow: Eingeschossiges Fachwerkhaus vom 18. Jahrhundert mit mittigem Zwerchgiebel und Krüppelwalmdach.

→ Siehe auch Liste der Baudenkmale in Balow